# Orthanilzuur
Orthanilzuur is de triviale naam van 2-aminobenzeensulfonzuur, een organische verbinding met als brutoformule C6H7NO3S. Het is een lichtbruin kristallijn poeder, dat oplosbaar is in water.

## Synthese
Orthanilzuur kan bereid worden door de nitrering van benzeensulfonzuur, waarbij een mengsel van isomeren van nitrobenzeensulfonzuur verkregen wordt, dat moet gescheiden worden. Vervolgens wordt de nitrogroep gereduceerd tot een aminogroep middels een Béchamp-reductie met ijzer. De reductie kan ook katalytisch gebeuren met waterstofgas. Deze methode is bruikbaar indien het gewenst is de andere isomeren (metanilzuur en sulfanilzuur) ook te produceren.

## Isomerie
Orthanilzuur is een van drie isomeren van aminobenzeensulfonzuur. De andere zijn:
- metanilzuur (3-aminobenzeensulfonzuur)
- sulfanilzuur (4-aminobenzeensulfonzuur)

## Toepassingen
Orthanilzuur en andere aminobenzeensulfonzuren zijn uitgangsstoffen voor de synthese van organische, wateroplosbare azokleurstoffen en optische witmakers.